# Gustav Abb
Gustav Abb (* 23. Februar 1886 in Berlin; † 28. April 1945 ebenda) war ein deutscher Bibliothekar.

## Leben
Abb war der Sohn des Geheimen Regierungsrates Wilhelm Abb im kaiserlichen Zivilkabinett. Abb studierte in Freiburg im Breisgau und Berlin Geschichte, Germanistik und Philosophie. Er wurde 1911 mit einer Dissertationsschrift über das Kloster Chorin zum Dr. phil. promoviert und begann im selben Jahr als Volontär an der Universitätsbibliothek Greifswald. Anschließend ging er als Assistent an die Universitätsbibliothek Göttingen. Nach der Teilnahme am Ersten Weltkrieg setzte er seine bibliothekarische Laufbahn an der Universitätsbibliothek Berlin fort. Von 1921 bis 1925 war er Vorsitzender des Preußischen Beirats für Bibliotheksangelegenheiten. 1923 wurde er Bibliotheksrat der Preußischen Staatsbibliothek und leitete dort seit 1928 die Benutzungsabteilung.
Nach der Machtergreifung durch die Nationalsozialisten trat er zum 1. Mai 1933 in die NSDAP ein (Mitgliedsnummer 2.579.453). 1935 wurde er Direktor der Universitätsbibliothek Berlin. Ab 1937 war er Vorsitzender des Vereins Deutscher Bibliothekare (VDB). Im Jahr nach dem Anschluss Österreichs erklärte er am 30. Mai 1939 in der Eröffnungsrede zur Jahrestagung des VDB in Graz, „es habe in der ganzen Weltgeschichte keinen Umbruch keine geistige Revolution gegeben, die die Macht des Buches und der Bibliotheken klarer erkannt und ausgiebiger in ihren Dienst gestellt hätte als der Nationalsozialismus“. Im anschließenden Huldigungstelegramm an Hitler lobte er diesen als „Schöpfer und Mehrer des Großdeutschen Reiches“ und gelobte die Loyalität der Bibliothekare. 1939 war er ebenfalls Mitglied in der NSV, dem Reichsbund der deutschen Beamten und dem Reichsluftschutzbund.
Während des Zweiten Weltkriegs wurde Abb im Juli 1940 als Leiter der Hauptverwaltung der Bibliotheken im besetzten Polen, dem Generalgouvernement, eingesetzt. Nach dem Angriff auf die Sowjetunion 1941 wurde er Kommissar für die Sicherung der Bibliotheken und Betreuung des Buchgutes im östlichen Operationsgebiet im Einsatzstab Reichsleiter Rosenberg. Dahinter steckte die Organisation des Kunstraubs aus Bibliotheken und Archiven.
Er fiel in der Endschlacht um Berlin in der Nähe des Bahnhofs Wilmersdorf.
Nach dem Krieg wurde seine Schrift Der wissenschaftliche Bibliothekar (Lehrmittelzentrale der DAF, Berlin 1941) in der Sowjetischen Besatzungszone auf die Liste der auszusondernden Literatur gesetzt.
Abb war verheiratet mit Margarete, geb. Fleck, das Paar hatte zwei Töchter: Friederike und Franziska.

## Schriften (Auswahl)
- Geschichte des Klosters Chorin. Warneck, Berlin 1911 (ersch. auch als Inaug.-Diss. Berlin 1911).
- Die ehemalige Franziskanerbibliothek in Brandenburg a. H. Ein Beitrag zur Geschichte des märkischen Buchwesens im Mittelalter. In: Zentralblatt für Bibliothekswesen. 39. Jahrgang, 11. u. 12. Heft, 1922, S. 475–499.
- Schleiermachers Reglement für die Königliche Bibliothek zu Berlin vom Jahre 1813 und seine Vorgeschichte. Breslauer, Berlin 1926.
- mit Gottfried Wentz: Das Bistum Brandenburg. De Gruyter, Berlin 1929 (Germania sacra, Abt. 1, Bd. 1). Band 1 (PDF)
- Hrsg.: Aus fünfzig Jahren deutscher Wissenschaft. Die Entwicklung ihrer Fachgebiete in Einzeldarstellungen. de Gruyter, Berlin 1930.
- Die Flachkartei in der Leihstelle. In: Zentralblatt für Bibliothekswesen, Jg. 49, 1932, S. 177–182.
- Arbeitsdienst und Bibliotheken. In: Zentralblatt für Bibliothekswesen, Jg. 50 (1933), S. 559–566.
- Von der Kollegialverfassung zum Führerprinzip. Ein Beitrag zur Verfassungsgeschichte der Preussischen Staatsbibliothek. In: Festschrift Georg Leyh. Harrassowitz, Leipzig 1937, S. 245–256.
- Die deutsche Staatsbibliothek in Krakau. In: Das Generalgouvernement. 1. Jahrgang, Folge 7/8, 1941, S. 42–48.